# خوبیارلو (کلیبر)
خوبیارلو یکی از روستاهای استان آذربایجان شرقی است که در بخش آبش‌احمد شهرستان کلیبر واقع شده‌است. 